# Movimiento de Unidad Cristiana
El Movimiento de Unidad Cristiana (MUC) es un partido político de Nicaragua, de inspiración cristiana protestante, fundado en 2000 por disidentes del Camino Cristiano Nicaragüense (CCN). Desde el 2006 forma parte de la Convergencia Nacional, alianza de partidos pequeños aliados al Frente Sandinista de Liberación Nacional (FSLN).